# Cilamajang
Cilamajang is een bestuurslaag in het regentschap Kota Tasikmalaya van de provincie West-Java, Indonesië. Cilamajang telt 7455 inwoners (volkstelling 2010).